# Lepthyphantes magnesiae
Lepthyphantes magnesiae là một loài nhện trong họ Linyphiidae.
Loài này thuộc chi Lepthyphantes. Lepthyphantes magnesiae được Paolo Marcello Brignoli miêu tả năm 1979.